# ATP Challenger Florianópolis-2
Das ATP Challenger Florianópolis (offizieller Name: Aberto de Florianópolis) ist ein zwischen 1998 und 2012 stattfindendes Tennisturnier in Florianópolis, Brasilien, das 2021 wieder in den Turnierkalender aufgenommen wurde. Es ist Teil der ATP Challenger Tour und wird im Freien auf Sandplatz ausgetragen.

## Liste der Sieger

### Einzel
| Jahr                         | Sieger             | Finalgegner              | Ergebnis       |
| ---------------------------- | ------------------ | ------------------------ | -------------- |
| 2024                         | Enzo Couacaud      | João Lucas Reis da Silva | 3:6, 6:4, 7:61 |
| 2023                         | Tomás Barrios Vera | Alejandro Tabilo         | 6:4, 6:4       |
| 2022: nicht ausgetragen      |                    |                          |                |
| 2021                         | Igor Marcondes     | Hugo Dellien             | 6:2, 6:4       |
| 2013–2020: nicht ausgetragen |                    |                          |                |
| 2012                         | Simone Bolelli     | Blaž Kavčič              | 6:3, 6:4       |
| 2010–2011: nicht ausgetragen |                    |                          |                |
| 2009                         | Guillaume Rufin    | Pere Riba                | 6:4, 3:6, 6:3  |
| 2008                         | Nicolás Massú      | Olivier Patience         | 6:74, 6:2, 6:1 |
| 2007                         | Óscar Hernández    | Mariano Zabaleta         | 7:5, 7:66      |
| 2006                         | Diego Junqueira    | Gorka Fraile             | 3:6, 6:1, 7:63 |
| 2002–2005: nicht ausgetragen |                    |                          |                |
| 2001                         | Edgardo Massa      | Gastón Etlis             | 6:3, 7:5       |
| 1999–2000: nicht ausgetragen |                    |                          |                |
| 1998                         | Guillermo Cañas    | Márcio Carlsson          | 6:2, 7:5       |

### Doppel
| Jahr                         | Sieger                                  | Finalgegner                                 | Ergebnis          |
| ---------------------------- | --------------------------------------- | ------------------------------------------- | ----------------- |
| 2024                         | Daniel Cukierman Carlos Sánchez Jover   | Lorenzo Joaquín Rodríguez Franco Roncadelli | 6:0, 3:6, [10:4]  |
| 2023                         | Pedro Boscardin Dias Gustavo Heide      | Christian Oliveira Pedro Sakamoto           | 6:2, 7:5          |
| 2022: nicht ausgetragen      |                                         |                                             |                   |
| 2021                         | Nicolás Barrientos Alejandro Gómez      | Martín Cuevas Rafael Matos                  | 6:3, 6:3          |
| 2013–2020: nicht ausgetragen |                                         |                                             |                   |
| 2012                         | Blaž Kavčič Antonio Veić                | Javier Martí Leonardo Tavares               | 6:3, 6:3          |
| 2010–2011: nicht ausgetragen |                                         |                                             |                   |
| 2009                         | Tomasz Bednarek Mateusz Kowalczyk       | Daniel Gimeno Traver Pere Riba              | 6:1, 6:4          |
| 2008                         | Rogério Dutra da Silva Júlio Silva      | Ricardo Hocevar André Miele                 | 3:6, 6:4, [10:4]  |
| 2007                         | Márcio Carlsson Lucas Engel             | Brian Dabul Máximo González                 | 6:4, 2:6, [14:12] |
| 2006                         | Cristian Villagrán Juan Pablo Brzezicki | Gianluca Naso Mirko Pehar                   | 7:63, 6:2         |
| 2002–2005: nicht ausgetragen |                                         |                                             |                   |
| 2001                         | Gastón Etlis Martín Rodríguez           | Stephen Huss Lee Pearson                    | 6:2, 6:1          |
| 1999–2000: nicht ausgetragen |                                         |                                             |                   |
| 1998                         | Jaime Oncins André Sá                   | Marcelo Filippini Gonzalo Rodríguez         | 6:0, 6:1          |